# 丘基班比利亞區

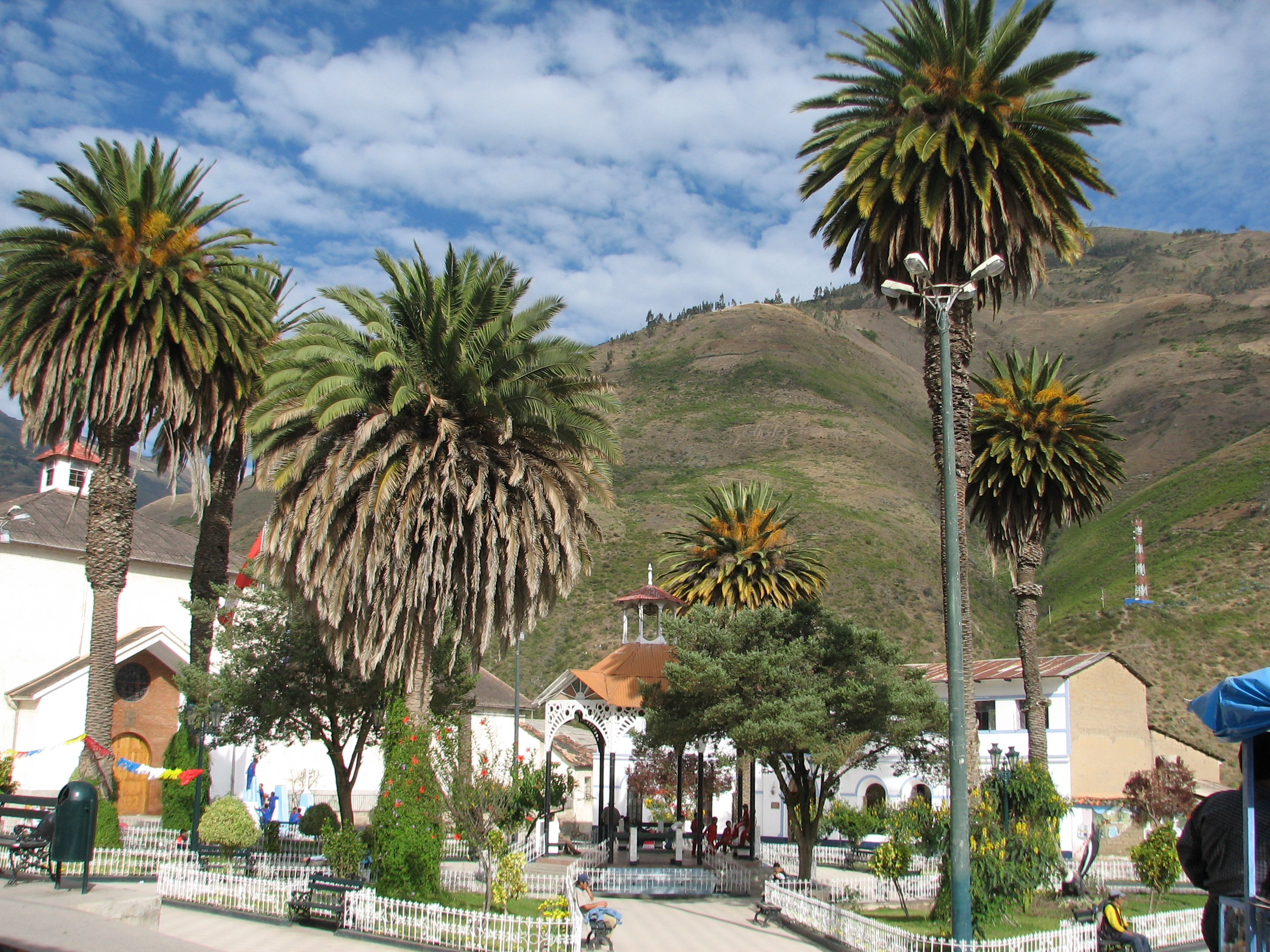

14°06′07″S 72°42′25″W / 14.10194°S 72.70694°W
丘基班比利亞區（西班牙語：Distrito de Chuquibambilla），是秘魯的一個區，位於該國南部阿普里馬克大區的格羅省，面積432.5平方公里，海拔高度3,320米，2005年人口6,041，人口密度每平方公里14人。